# Shenandoah (film)
Shenandoah – amerykański western z 1965 roku w reżyserii Andrew V. McLaglena.

## Główne role
- James Stewart – Charlie Anderson
- Doug McClure – Porucznik Sam
- Glenn Corbett – Jacob Anderson
- Patrick Wayne – James Anderson
- Rosemary Forsyth – Jennie Anderson
- Phillip Alford – Syn Anderson
- Katharine Ross – Pani Ann Anderson
- Charles Robinson – Nathan Anderson
- Jim McMullan – John Anderson
- Tim McIntire – Henry Anderson
- Gene Jackson – Gabriel
- Paul Fix – Dr Tom Witherspoon
- Denver Pyle – Pastor Bjoerling
- George Kennedy – Pułkownik Fairchild
- James Best – Carter, buntownik
- Tom Simcox – Porucznik Johnson
- Berkeley Harris – Kapitan Richards

## Fabuła
Charlie Anderson jest farmerem. Mieszka wraz z rodziną w Shenandoah, w konfederackim stanie Wirginia. Trwa wojna secesyjna, ale Charlie nie chce angażować się po żadnej ze stron i za wszelką cenę stara się zachować neutralność. Jest przeciwnikiem niewolnictwa, ale też nie popiera działań zbrojnych Północy i sprzeciwia się wojnie jako sposobowi rozwiązywania konfliktów. Kiedy wskutek nieszczęśliwego zbiegu wypadków, jego najmłodszy syn trafia do niewoli, wzięty przez żołnierzy Unii za konfederatę, Charlie postanawia wyruszyć na jego poszukiwania.

## Nagrody i nominacje
38. ceremonia wręczenia Oscarów
- Najlepszy dźwięk – Waldon O. Watson (nominacja)

23. ceremonia wręczenia Złotych Globów
- Najbardziej obiecująca nowa aktorka – Rosemary Forsyth (nominacja)